# Tiếng Thái Hàng Tổng
Tiếng Tai Pao (tiếng Thái: ภาษาไทปาว; phát âm tiếng Thái: [Pha-xả Thay pao]; tiếng Việt: Thái Hàng Tổng), là một ngôn ngữ Thái, nói tại Việt Nam và Lào. Ở Lào, nó được nói ở huyện Khamkeut, huyện Pakkading và huyện Viengthong của tỉnh Bolikhamxai.
Người Thái Hàng Tổng ở Tương Dương, Nghệ An lưu giữ một loại chữ viết độc đáo gọi là chữ Lai Pao hay Lai Paw. Từ năm 2006, việc bảo tồn chữ viết Lai Pao được thực hiện nhờ các công trình của Michel Ferlus